# Pierre Agostini

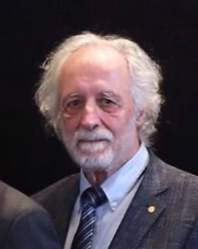
Pierre Agostini (2023)

Pierre Agostini (* 23. Juli 1941 in Tunis, Französisches Protektorat Tunesien) ist ein französisch-US-amerikanischer Physiker und Hochschullehrer der Ohio State University. 2023 erhielt er gemeinsam mit Ferenc Krausz und Anne L’Huillier den Nobelpreis für Physik.

## Leben
Agostini wurde 1941 im französischen Protektorat Tunesien geboren. Er absolvierte sein Baccalauréat (Abitur) 1959 an der Prytanée national militaire, einer Militärakademie im nordwestfranzösischen La Flèche. Anschließend studierte Agostini an der Universität Aix-Marseille (Licence d’enseignement 1961, Diplôme d’études approfondies 1962) und wurde 1968 mit einer Arbeit über mehrschichtige dielektrische Filter für Ultraviolettstrahlung (Appareillage permettant la réalisation de filtres multidiélectriques UV. Etude des couches Sb2O3 cryolithe) promoviert.
Im Jahr 2007 wurde er mit dem William F. Meggers Award der Optical Society of America geehrt.
2023 erhielt er gemeinsam mit Ferenc Krausz und Anne L’Huillier den Nobelpreis für Physik „für experimentelle Methoden zur Erzeugung von Attosekunden-Lichtimpulsen“, um die Bewegung atomarer Elektronen abzubilden.
Agostini ist als emeritierter Professor an der Ohio State University tätig.

## Auszeichnungen
- 2003: Gay-Lussac-Humboldt-Preis
- 2007: William F. Meggers Award
- 2023: Nobelpreis für Physik